# Paralympiska sommarspelen 2016

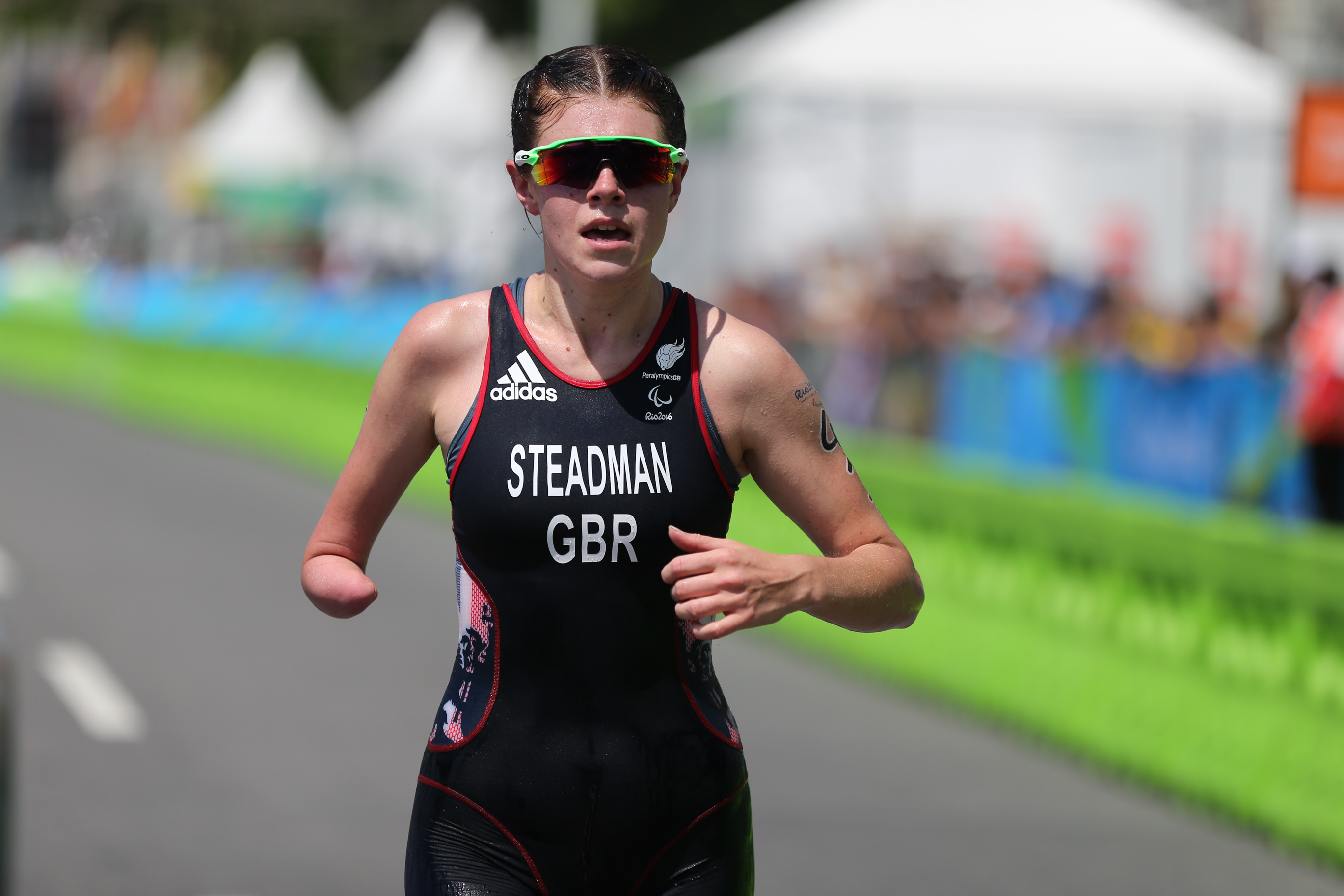
Lauren Steadman under triathlon.

Paralympiska sommarspelen 2016 anordnades i Rio de Janeiro, Brasilien 7–18 september 2016. Det beslutades i samband med att staden den 2 oktober 2009 tilldelades olympiska sommarspelen, eftersom paralympiska spelen sedan 1992 anordnas på samma ort som olympiska spelen men några veckor senare.
Under den näst sista tävlingsdagen skakades spelen av ett dödsfall då iranske cyklisten Bahman Golbarnezhad omkom efter en krasch i herrarnas linjelopp. Kina vann medaljligan med 107 guld och totalt 239 medaljer.

## Tävlingarna

### Öppningsceremoni
Öppningsceremonin för de paralympiska sommarspelen 2016 ägde rum på Maracanãstadion den 7 september kl. 18:30 lokal tid.

### Deltagande nationer
Följande tävlande nationer deltog. Siffrorna inom parentes visar antalet deltagare.
| - Afghanistan (1) - Algeriet (60) - Amerikanska Jungfruöarna (1) - Angola (4) - Argentina (84) - Armenien (2) - Aruba (1) - Australien (170) - Azerbajdzjan (1) - Bahrain (2) - Belgien (26) - Benin (1) - Bermuda (2) - Bosnien och Hercegovina (14) - Botswana (1) - Brasilien (288) - Bulgarien (7) - Burkina Faso (1) - Myanmar (2) - Burundi (1) - Centralafrikanska republiken (1) - Chile (15) - Colombia (39) - Costa Rica (2) - Cypern (2) - Danmark (21) - Dominikanska republiken (2) - Ecuador (5) - Egypten (45) - Elfenbenskusten (5) - El Salvador (1) - Estland (6) - Etiopien (5) - Fiji (2) - Filippinerna (5) - Finland (26) - Frankrike (123) - Färöarna (1) - Förenade Arabemiraten (18) - Gabon (1) - Gambia (1) - Georgien (5) | - Ghana (3) - Grekland (60) - Guatemala (1) - Guinea (1) - Guinea-Bissau (1) - Haiti (1) - Honduras (2) - Hongkong (24) - Indien (19) - Indonesien (9) - Oberoende olympiska idrottsutövare (2) - Irak (14) - Iran (110) - Irland (44) - Island (5) - Israel (33) - Italien (98) - Jamaica (3) - Japan (132) - Jordanien (10) - Kambodja (1) - Kamerun (1) - Kanada (152) - Kap Verde (2) - Kazakstan (11) - Kenya (9) - Kina (310) - Kirgizistan (3) - Komorerna (1) - Kongo-Kinshasa (2) - Kongo-Brazzaville (1) - Kroatien (19) - Kuba (22) - Kuwait (6) - Laos (1) - Lesotho (2) - Lettland (11) - Liberia (1) - Libyen (3) - Litauen (13) | - Luxemburg (1) - Macao (1) - Madagaskar (1) - Makedonien (2) - Malawi (1) - Malaysia (19) - Mali (2) - Malta (1) - Marocko (26) - Mauritius (2) - Mexiko (71) - Moçambique (1) - Moldavien (3) - Mongoliet (8) - Montenegro (2) - Namibia (9) - Nepal (2) - Nederländerna (115) - Nicaragua (3) - Niger (2) - Nigeria (23) - Nordkorea (2) - Norge (25) - Nya Zeeland (27) - Oman (2) - Pakistan (1) - Palestina (1) - Panama (2) - Papua Nya Guinea (2) - Peru (5) - Polen (90) - Portugal (37) - Puerto Rico (4) - Qatar (3) - Rumänien (12) - Rwanda (13) - Samoa (2) - São Tomé och Príncipe (1) - Saudiarabien (3) - Schweiz (24) - Senegal (2) | - Serbien (16) - Seychellerna (1) - Sierra Leone (1) - Singapore (13) - Slovakien (28) - Slovenien (8) - Somalia (1) - Spanien (113) - Sri Lanka (9) - Storbritannien (252) - Surinam (1) - Sverige (58) - Sydafrika (44) - Sydkorea (80) - Syrien (2) - Tadzjikistan (1) - Kinesiska Taipei (13) - Tanzania (1) - Thailand (45) - Tjeckien (37) - Togo (1) - Tonga (2) - Trinidad och Tobago (3) - Tunisien (31) - Turkiet (81) - Turkmenistan (2) - Tyskland (156) - Uganda (1) - Ukraina (169) - Ungern (43) - USA (272) - Uruguay (4) - Uzbekistan (32) - Venezuela (24) - Vietnam (11) - Belarus (20) - Zimbabwe (6) - Österrike (28) - Östtimor (2) |

### Sporter
22 sporter med totalt 528 medaljgrenar avverkades i spelen. Nya sporter för årets tävlingar var kanot och triathlon. Antal grenar inom respektive sport anges inom parentes.
| - Boccia (7) - Bordtennis (29) - Bågskytte (9) - Cykelsport - Bana (17) - Landsväg (33) - Fotboll 5-a-side (1) - Fotboll 7-a-side (1) | - Friidrott (177) - Goalball (2) - Judo (13) - Kanot (6) - Ridsport (11) - Rodd (4) - Rullstolsbasket (2) - Rullstolsfäktning (14) | - Rullstolsrugby (1) - Rullstolstennis (6) - Segling (3) - Simning (152) - Skytte (12) - Styrkelyft (20) - Triathlon (6) - Volleyboll (2) |